# Zappello
Zappello (Sapèl in dialetto cremasco) è una frazione del comune italiano di Ripalta Cremasca, in Lombardia.

## Storia
La località era un piccolo borgo agricolo di origine antica, già citato nella convenzione stipulata il 9 aprile 1361 fra il podestà di Crema e i consoli dei comuni delle "porte" per la manutenzione di vie, ponti e strade del territorio. In tale documento Zappello figura tra le ville del contado di Crema appartenenti alla "Porta Rivolta" (o Porta Ripalta), indicazione riportata anche negli Statuti di Crema del 1536 e ribadita nell'"Estimo veneto" del 1685.
Zappello mantenne la propria autonomia amministrativa fino all'età napoleonica: nel 1809 venne infatti aggregato al comune di Ripalta Nuova. La recuperò tuttavia nel 1816 con l'avvento del Regno Lombardo-Veneto, quando costituì un comune a sé insieme a Bolzone (già frazione di Capergnanica), ma la perse definitivamente nel 1928 entrando a far parte del nuovo comune di Ripalta Cremasca.